# Ib Hansen
Ib Hansen (* 22. Dezember 1928 in Kopenhagen; † 24. Februar 2013 in Asserbo) war ein dänischer Opernsänger (Bariton/Bassbariton) und Schauspieler.

## Leben
Ib Hansen wurde im Stadtteil Vanløse im Westen Kopenhagens geboren. Am Anfang seiner Karriere war er zunächst als Fahrer für eine Wäscherei tätig. Er erhielt zunächst eine private Gesangsausbildung bei Kristian Riis. Anschließend studierte er Gesang an der Opernschule der Königlichen Oper in Kopenhagen. Sein Debüt als Opernsänger gab er 1957 an der Königlichen Oper in Kopenhagen in der Oper Die verkaufte Braut. 1958 hatte er dort seinen ersten großen Bühnenerfolg mit der Titelrolle der Oper Gianni Schicchi. Hansen war über dreißig Jahre festes Ensemble-Mitglied an jenem Haus, wo er überwiegend in dänischer Sprache sang, zuerst als heller Bariton, später als Bassbariton. Seine Stimme war groß, ausdrucksvoll und hatte Wiedererkennungswert.
Er sang dort zunächst das italienische Fach, schwerpunktmäßig die Charakterrollen und dramatischen Bariton-Rollen in den Opern von Giuseppe Verdi und Giacomo Puccini. Zu seinem Repertoire gehörten die Titelrolle in Rigoletto, Giorgio Germont in La traviata, Renato in Un ballo in maschera, Graf Luna in Il trovatore, Marquis von Posa in Don Carlos, Jago in Otello, Marcello in La Bohème und immer wieder Baron Scarpia in Tosca. In den frühen 70er Jahren sang er die Titelpartie von Simone Boccanegra, in einer Inszenierung von Götz Friedrich sang (Dirigent: Giuseppe Patanè). In der Spielzeit 1975/76 sang er an der Königlichen Oper Kopenhagen die Titelrolle in einer Neuinszenierung der Oper Fürst Igor (Premiere: Januar 1976, Regie: Harry Kupfer).
Im weiteren Verlauf seiner Karriere übernahm er auch lyrische und dramatische Partien im deutschen Fach: Wolfram von Eschenbach in Tannhäuser, Amfortas in Parsifal (in der Originalsprache, Premiere: Spielzeit 1977/78 an der Königlichen Oper Kopenhagen, Inszenierung: Harry Kupfer), Jochanaan in Salome und in einer Fernseh-Aufführung Dr. Schön in Lulu. In der Spielzeit 1978/79 gastierte er als Amfortas an der Staatsoper Berlin.
Er sang auch einige Bass-Rollen, wie Mephisto in Faust und die Titelrolle in Boris Godunow, später auch Pimen (Neuinszenierung, Premiere: April 1988, Regie: Harry Kupfer) in derselben Oper. In der Spielzeit 1985/86 sang er an der Königlichen Oper Kopenhagen den Sprecher in einer Neuinszenierung der Mozart-Oper Die Zauberflöte. In der Saison 1987/88 folgte an der Königlichen Oper Kopenhagen die Partie des Don Alfonso in Così fan tutte.
Hansen trat auch in Opern dänischer und schwedischer Komponisten auf. Er interpretierte Stig in der tragischen Oper Drot og Marsk von Peter Heise, die beiden Rollen Henrik/Jeronimus in der Oper Maskarade von Carl Nielsen und den Affen in der Oper Animalen von Lars Johan Werle (1926–2001).
Hansen gastierte an verschiedenen Opernhäusern in Skandinavien und in Berlin. Er war auch als Konzert- und Liedsänger aktiv und wirkte in Sendungen des Dänischen Fernsehens mit.
1974 wurde er zum Königlichen Hofsänger und Kammersänger ernannt. Für seine künstlerischen Verdienste wurde er 1988 mit dem Dannebrogorden ausgezeichnet.
Hansen wirkte als Schauspieler auch in einigen Filmen mit, so als Direktor und Barbesucher in der dänischen Kriminalkomödie Die Olsenbande fliegt über die Planke (1981) und in Epidemic (1987) von Lars von Trier. In der dänischen Fernsehserie Een gang strømer … (1987) hatte er die Rolle des Polizeichefs Bjarkeby.
Ib Hansen starb am 24. Februar 2013 im Alter von 84 Jahren. Seine Grabstätte befindet sich auf dem Melby-Kirkegard in Frederiksværk.

## Filmografie
- 1960: Kvindelist og kærlighed
- 1970: Et godt liv (Fernsehfilm)
- 1966: Tre små piger
- 1970: Et godt liv
- 1970: Dimensionspigen (Fernsehfilm)
- 1979: Den otteøjede skorpion (Fernsehserie)
- 1981: Den sidste detalje (Kurzfilm)
- 1981: Die Olsenbande fliegt über die Planke (Olsen-bandens flugt over plankeværket)
- 1984: Nissebanden (Fernsehserie)
- 1987: Epidemic
- 1987: Een gang strømer... (Fernsehserie)
- 1991: Den store badedag (Komödie)